# Bulbophyllum galactanthum
Bulbophyllum galactanthum là một loài phong lan thuộc chi Bulbophyllum.